# Geologia della Sardegna

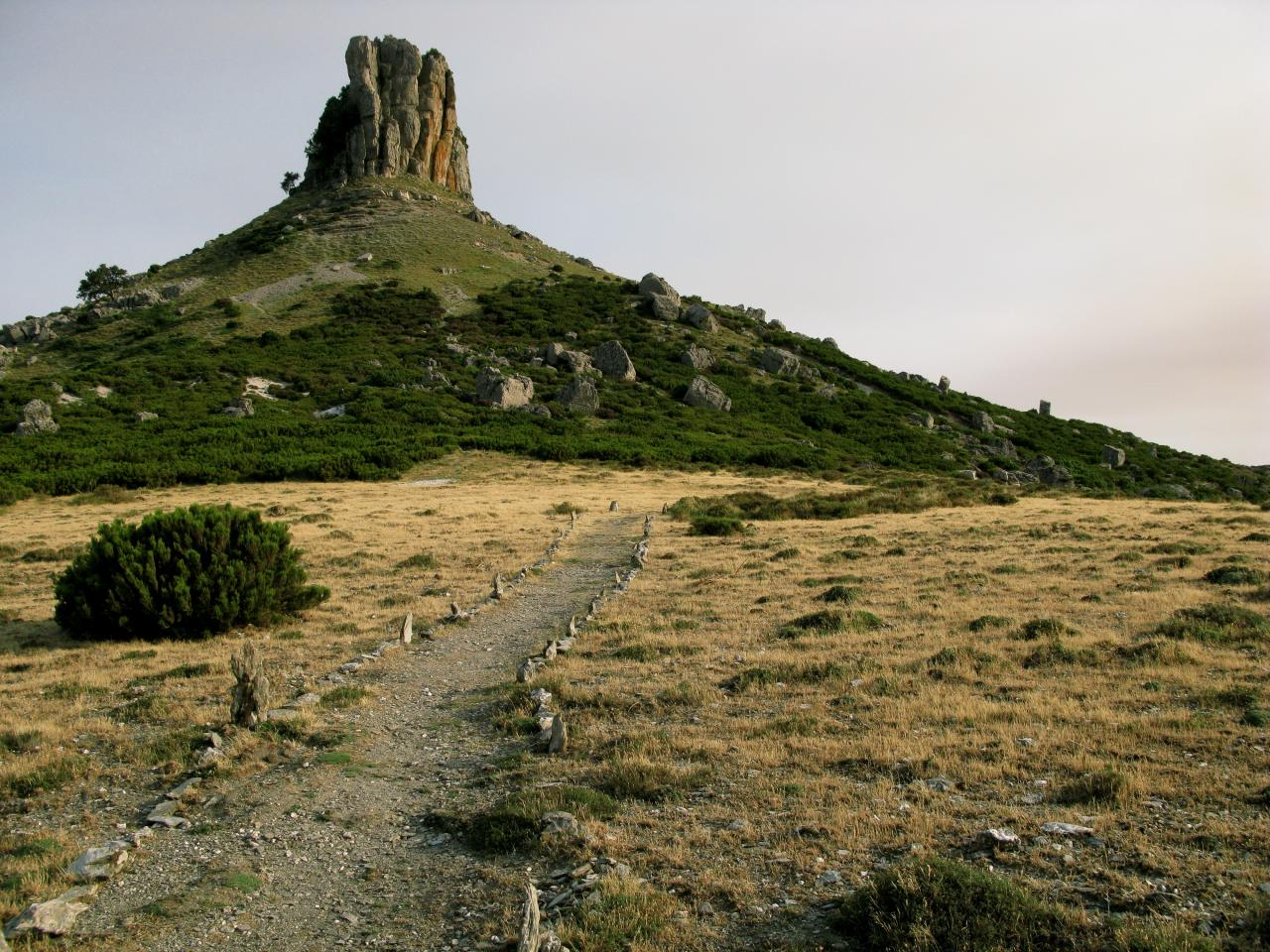
Il tacco di Perda Liana, uno degli elementi simbolici della storia geologica della Sardegna: questo monumento naturale è il frutto del modellamento erosivo di due montagne sovrapposte, una "recente", formata dal sollevamento di sedimenti depositati da un mare del Mesozoico, l'altra più antica, formata dal sollevamento di sedimenti depositati nel Paleozoico da due differenti oceani a partire da circa 500 milioni di anni fa.

La geologia della Sardegna è il prodotto di una successione di eventi geologici protrattisi nell'arco di circa mezzo miliardo di anni, a partire dall'inizio del Paleozoico, e che fanno di questa regione geografica una delle più antiche del Mediterraneo centrale.
In questo intervallo di tempo si sono verificati processi sedimentari, tettonici, magmatici ed erosivi che, nel complesso, rendono morfologicamente e cronologicamente eterogenea l'isola. La maggior parte di questi eventi ha coinvolto congiuntamente la Sardegna e la Corsica, che dal punto di vista tettonico sono regioni contigue appartenenti allo stesso blocco. Allo stato attuale, la regione attraversa una fase di continentalità durante la quale si svolgono esclusivamente processi di natura erosiva e sedimentaria che la rendono una formazione stabile e poco attiva dal punto di vista geologico.

## Precambriano

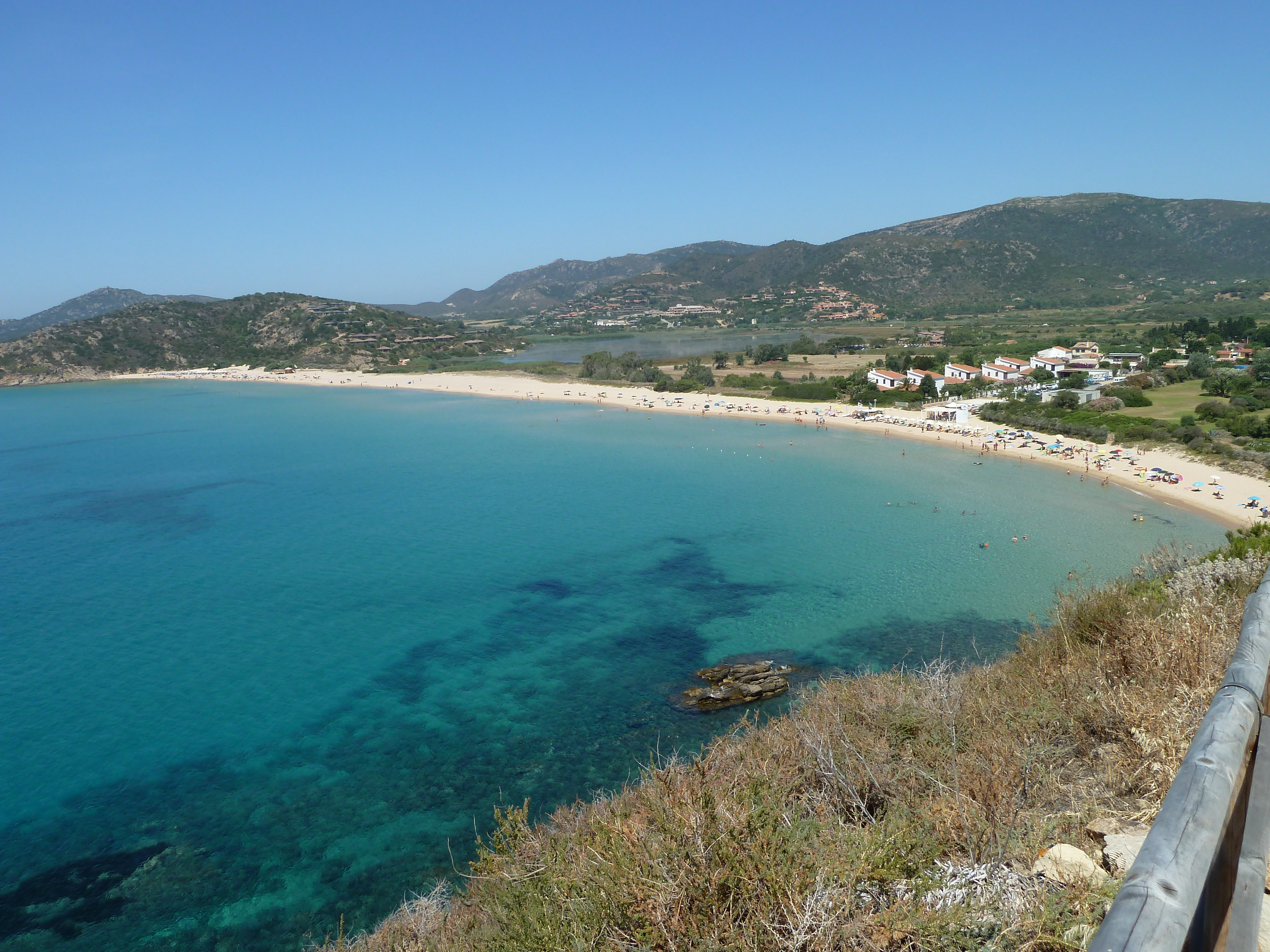
Chia: gli affioramenti residui dell'unità di capo Spartivento, di probabile età precambriana. A destra il monte Filau, al centro il monte Settiballas. I rilievi sullo sfondo al centro sono intrusioni granitoidi del tardo Paleozoico.

A causa della rarità degli affioramenti, si conosce pochissimo della storia geologica della Sardegna nel periodo che precede l'inizio del Paleozoico, in parte confusi con formazioni geologiche risalenti al Cambriano inferiore, perché di datazione incerta. Una probabile origine precambriana è stata attribuita ai protoliti dislocati nella Sardegna meridionale (presso capo Spartivento) e in quella settentrionale in vari siti presenti in Gallura, nelle Baronie, in Anglona e nell'Asinara. I protoliti della Sardegna settentrionale sono dislocati a nord della linea Posada-Asinara.
Queste antiche formazioni sono state coinvolte, secondo i casi, in processi di anatessi e di intrusione del plutone granitico nel corso dell'orogenesi ercinica, con conseguente formazione di migmatiti (agmatiti e nebuliti), metamorfiti di medio grado (micascisti, ortogneiss) o alto grado (anfibolite).
Dubbia è l'origine degli affioramenti dislocati nel Sulcis, attribuiti al Precambriano o al Cambriano inferiore. Si tratta di due distinte formazioni metamorfico-magmatico-sedimentarie contigue, dislocate nella località di Chia (Domus de Maria) a nord del promontorio di capo Spartivento. Secondo recenti lavori, queste formazioni farebbero parte di un'unità tettonica prepaleozoica, denominata unità di capo Spartivento, composta dagli ortogneiss a composizione granodioritica di monte Filau e dai micascisti di monte Settiballas.

## Paleozoico

Pietra ballerina di Nuoro: fino all'inizio del secolo XX, questo masso granitico, residuo dei processi erosivi, oscillante al tocco umano era visibile a Nuoro

Nel corso del Paleozoico, da 540 a 250 milioni di anni fa, la regione è stata interessata da alcuni importanti eventi geologici che hanno portato alla formazione del cosiddetto basamento paleozoico sardo-corso, che costituisce un'imponente e complessa formazione geologica costituita fondamentalmente da rocce metamorfiche, genericamente indicate come "scisti", e rocce intrusive della serie alcalina e della serie alcali-calcica, genericamente indicate come "graniti".
Durante tutto il Paleozoico, la geologia del blocco-sardo corso è associata a quella delle formazioni geologiche più antiche dell'Europa centrale e meridionale ed è determinata da quattro importanti processi geologici:
- Processi sedimentari a facies prevalentemente marine, sviluppati nella prima metà del Paleozoico nel corso di due trasgressioni, rispettivamente dal Cambriano inferiore all'Ordoviciano inferiore e dall'Ordoviciano superiore al Carbonifero inferiore. Questi processi hanno prodotto sedimenti di notevole potenza, dell'ordine, secondo la formazione stratigrafica, di decine o centinaia di metri, fino a superare, in qualche caso, il migliaio di metri, come nella formazione di Bithia.[5]
- Processi tettonici e vulcanici associati ad eventi periferici dell'orogenesi caledoniana e a processi di rifting e di tettonica a zolle coinvolgenti il margine settentrionale della Gondwana e i terrane da esso distaccati, sviluppati nel corso dell'Ordoviciano a partire dal Cambriano superiore. Questi processi hanno portato alla formazione di un primo nucleo di terra emersa, nel corso dell'Ordoviciano medio, corrispondente all'attuale Sardegna sudoccidentale (Sulcis-Iglesiente) e un'attività vulcanica sottomarina-subaerea che ha prodotto depositi di lave e piroclasti di cui restano affioramenti dislocati prevalentemente nella parte centrorientale della Sardegna.[5]
- Processi tettonici, magmatici, prevalentemente intrusivi, e metamorfici associati all'orogenesi ercinica, sviluppati nel corso del Carbonifero e del Permiano inferiore. Si tratta del ciclo geologico più complesso e che ha determinato la formazione e l'elevazione del basamento paleozoico sardo-corso. L'orogenesi ercinica si colloca nell'ambito dei movimenti tettonici che hanno portato alla collisione del continente Gondwana con la Laurussia e alla formazione del supercontinente Pangea (Permiano). La tettonica si è manifestata con una complessa sequenza di ripiegamenti e sovrascorrimenti, in direzione nordest-sudovest, che hanno coinvolto, con un metamorfismo regionale, i depositi prodotti nei cicli sedimentari e vulcanici dal Cambriano al Carbonifero inferiore. Il secondo si è manifestato con la risalita e la successiva messa in posto di un magma anatettico, che ha prodotto, con una dinamica complessa, l'intrusione di un batolite granitoide dalla litologia eterogenea, l'intrusione di filoni di varie composizioni e, infine, un metamorfismo di medio o alto grado, a carico di litologie presenti negli strati più profondi.[5]
- Processi tettonici, magmatici, prevalentemente effusivi, ed erosivi, sviluppati nel corso del Permiano e proseguiti nel primo Mesozoico. Si tratta di un ciclo geologico che si inquadra nel processo postercinico. A seguito della formazione del supercontinente, il blocco sardo-corso è coinvolto in una complessa sequenza di distensioni, associata ad attività vulcaniche e a processi erosivi e sedimentari che modificano drasticamente la geomorfologia.[5]

In base alla complessità di questi eventi e al lungo periodo che li ha generati, la geologia del Paleozoico sardo si può inquadrare secondo differenti approcci, basati rispettivamente sulla tettonica, sulla stratigrafia e sulla litologia. Quest'ultima costituisce l'approccio più complesso: l'arco temporale piuttosto lungo, associato a due cicli di trasgressione e regressione marina, a due eventi orogenetici e a tre processi magmatico-vulcanici fondamentali eterogenei, ha portato alla costituzione di un'ampia varietà di litotipi la cui distribuzione è estremamente polverizzata, al punto tale che in alcune subregioni, come ad esempio nei territori che si estendono dalla Barbagia al Sarrabus, non è possibile evidenziare una o poche litologie caratterizzanti, se non in modo generico.
Per una trattazione schematica e al tempo stesso organica, il Paleozoico sardo è strutturalmente composto dalla combinazione di tre elementi strutturali:
- Il basamento metamorfico ercinico: è il complesso geologico formatosi nella fase culminante dell'orogenesi ercinica, durante il Carbonifero. È derivato da un metamorfismo - di grado variabile dal basso all'alto, fino a vere e proprie trasformazioni migmatitiche - a carico di formazioni geologiche sviluppate dal Cambriano al Carbonifero inferiore. I protoliti interessati da questo metamorfismo sono di varia natura, principalmente sedimentaria, ma sono ben rappresentati anche quelli di origine magmatica, sia intrusiva sia effusiva, e quelli metamorfici. Questi ultimi, interessati solo marginalmente dal metamorfismo dell'orogenesi ercinica, derivano dal coinvolgimento in un processo orogenetico più antico, l'orogenesi caledoniana. I litotipi che costituiscono il basamento metamorfico ercinico sono comunemente denominati, in modo generico e informale, "scisti del Paleozoico".[5]
- Il complesso intrusivo tardo-ercinico: è un complesso geologico noto come "batolite sardo-corso", formato e messo in posto, nel corso di circa 40 milioni di anni, dal Carbonifero superiore al Permiano inferiore, dal magmatismo anatettico prodotto dalla collisione ercinica. I litotipi di questo complesso sono rocce intrusive della serie calcoalcalina, di composizione varia (dalla sienite alla tonalite), comunemente denominati, in modo generico e informale, "graniti" o, in modo più appropriato, "granitoidi". A seguito della messa in posto dei plutoni, il batolite sardo-corso è strettamente integrato con il basamento metamorfico: insieme formano il cosiddetto basamento paleozoico, di cui circa il 50% degli affioramenti è rappresentato dai granitoidi.[5]
- Copertura vulcano-sedimentaria tardo-paleozoica: è il complesso geologico meno caratterizzante ma che ha contribuito alla configurazione definitiva del basamento paleozoico. Dal punto di vista temporale, questo elemento si colloca nel Permiano e si protrae nel Triassico ed è associato a tre processi fondamentali: tettonico, vulcanico e sedimentario. I primi due si collocano come processi geologici che chiudono il ciclo ercinico, mentre quello sedimentario è un importante complesso di trasformazioni, in fase di continentalità, che hanno eroso e modellato il basamento.[5]

### Basamento metamorfico ercinico

#### Paleogeografia
Le informazioni più antiche sulla paleogeografia della Sardegna sono riferite alla configurazione all'epoca dell'orogenesi ercinica e risalgono perciò al Carbonifero, Nella prima metà del Paleozoico, infatti, la Sardegna ha attraversato solo una breve fase di continentalità nell'Ordoviciano medio (fase sarda), a seguito di eventi periferici di natura non collisionale associati all'orogenesi caledoniana, di cui restano, come tracce, la discordanza stratigrafica sui terreni cambrici dell'Iglesiente-Sulcis e il deposito dei prodotti di un'attività vulcanica sottomarina-subaerea nella Sardegna centromeridionale e sudorientale.
Fra il Devoniano e il Carbonifero, si svolge la collisione fra la Gondwana e la Laurussia. Nell'ambito di questo processo collisionale, si verifica la subduzione del margine settentrionale della Gondwana sotto il margine armoricano della Laurussia a cui sono associati processi magmatici, metamorfici e orogenetici. Questi ultimi si manifestano con l'elevazione di un imponente orogene, la catena ercinica. La collocazione del basamento sardo-corso nella dinamica dell'orogenesi ercinica non è ancora accertata ed esistono due differenti interpretazioni, di cui una è ampiamente supportata fino agli anni novanta, mentre l'altra, più recente, si è sviluppata a partire dalla fine degli anni novanta.
Nel Carbonifero superiore la Pangea è ormai conformata e il futuro blocco sardo-corso risulta geograficamente contiguo con gli attuali Massiccio Centrale, Massiccio dei Maures e Montagna Nera (Francia). Questa contiguità geografica si manterrà fino all'Oligocene, quando inizierà il distacco e la rototraslazione del blocco sardo-corso.

##### L'ipotesi della sutura gondwano-armoricana

Schema della formazione della catena ercinica sudeuropea secondo l'interpretazione classica. Studi più recenti (Franceschelli et al., 2005) implicano uno schema più complesso che posiziona il blocco sardo-corso in una dinamica secondaria dell'orogenesi ercinica.

Secondo l'interpretazione prevalente negli ultimi decenni del XX secolo, consolidata dagli studi di Carmignani et al., il futuro blocco sardo-corso costituirebbe un segmento del tratto meridionale della catena ercinica: nell'ambito della collisione, la futura Sardegna risultava posizionata trasversalmente, con il suo attuale asse nord-sud ruotato di circa 60° in senso orario, e la zona Posada-Asinara, approssimativamente orientata in direzione sud-nord, rappresenterebbe un segmento della sutura fra i due paleocontinenti, interessata da un processo metamorfico di alto grado. A est di questa sutura si erano formati i rilievi derivati dal margine armoricano della Laurussia, corrispondenti alle attuali Gallura e Corsica, a ovest i rilievi derivati del margine settentrionale della Gondwana, corrispondenti al resto dell'attuale Sardegna centro-orientale. Gli esigui affioramenti di anfiboliti con relitti di paragenesi eclogitica all'interno delle metamorfiti di alto grado o di migmatiti lungo la linea Posada-Asinara costituirebbero relitti metamorfosati della crosta oceanica che separava i due antichi continenti. L'attuale Sardegna meridionale, infine, risultava dislocata sul margine dell'avanfossa.
Nel contesto paleogeografico, la linea Posada-Asinara rappresenta la naturale continuazione di una linea che dalla Provenza corre lungo il Massiccio Centrale francese e il nordovest della Penisola iberica, interpretata come la linea di sutura fra Gondwana e Armorica.

##### L'ipotesi dell'Hun Superterrane
Una più recente interpretazione considera la linea Posada-Asinara come derivata da fenomeni tettonici collaterali, pertanto non sarebbe una zona di sutura collisionale. Questa interpretazione si basa sulle analogie cronologiche, petrografiche e cristallochimiche esistenti fra litologie presenti sia a nord sia a sud della suddetta linea e che contrasterebbero con l'ipotesi di una differente origine dei protoliti. In altri termini, i protoliti interessati dal metamorfismo di alto grado presenti in Gallura e a sud della linea Podada-Asinara farebbero parte della stessa area paleogeografica.
La nuova interpretazione colloca l'origine del basamento sardo-corso in una dinamica più complessa che si manifesta con il distacco di microcontinenti e di terrane dalla Gondwana e la loro deriva verso la futura Laurussia prima della collisione fra i due continenti, completata nel Carbonifero. Fra il Cambriano e l'Ordoviciano inferiore si verifica un rifting continentale lungo il margine settentrionale della Gondwana che prelude l'apertura dell'antico oceano Reico e il distacco del microcontinente Avalonia nell'Ordoviciano inferiore. La migrazione dell'Avalonia verso nord si conclude fra il Siluriano e il Devoniano a seguito della collisione con il continente Baltica e la chiusura del mare di Tornquist. Contemporaneamente la collisione della Laurentia con la Baltica porta alla formazione della Laurussia. La collocazione del blocco sardo-corso in questa dinamica tettonica non è ancora chiara, tuttavia gli studi sulla composizione del magmatismo dell'Ordoviciano medio fanno ipotizzare che il blocco sardo-corso fu coinvolto in un processo estensivo secondario che portò al distacco di un terrane, detto Hun Superterrane, all'apertura dell'oceano Paleotetide e all'intenso vulcanismo dell'Ordoviciano medio. Secondo questa ipotesi, il tratto "europeo" di questo terrane comprendeva una parte attiva settentrionale, entrata in collisione per subduzione con la Laurussia, e una parte passiva meridionale, comprendente anche il futuro blocco sardo-corso. Quest'ultimo fu coinvolto nell'orogenesi ercinica solo nel Carbonifero inferiore in una dinamica postcollisionale.
In questo contesto, la linea Posada-Asinara viene interpretata come un'importante zona di taglio attivatasi nelle ultime fasi dell'orogenesi ercinica, rigettando pertanto la teoria della linea di sutura.

#### Tettonica

Struttura del basamento metamorfico-granitico del Paleozoico.

La struttura tettonica del basamento ercinico sardo si è mantenuta pressoché immutata fino all'era attuale, malgrado gli eventi tettonici successivi che in sostanza si identificano nelle manifestazioni periferiche dell'orogenesi alpina e nell'apertura della Fossa Sarda. Tale struttura, alterata solo in parte dai processi erosivi, sedimentari e vulcanici del Mesozoico e del Cenozoico, permane nel nordovest della Nurra e nell'Asinara, nella Sardegna centrale, in tutta la metà orientale dell'isola, dalla Gallura al Sarrabus, e, infine, nelle regioni a ovest del Campidano (Arburese e Sulcis-Iglesiente).
La configurazione della struttura tettonica, secondo l'ipotesi della sutura collisionale, va messa in relazione alla posizione relativa che il futuro blocco sardo-corso aveva nella catena ercinica: da sudovest a nordest si osserva il passaggio da un metamorfismo di basso grado ad uno di grado medio-alto, fino ad un metamorfismo di alto grado. In questo gradiente si individuano due linee di confine, orientate in direzione nordovest-sudest: la prima si identifica con la linea Posada-Asinara, la seconda, convessa verso nordest, si estende da capo Pecora al capo di Pula. Le due linee di confine suddividono il basamento in tre zone:
1. Complesso metamorfico di alto grado della Sardegna settentrionale. Corrisponde alla zona assiale della catena ercinica e comprende relitti di crosta oceanica metamorfosati elevati dalla collisione fra il margine armoricano e quello gondwaniano. È in gran parte sostituito dalla messa in posto dell'intrusione magmatica tardo-ercinica. Si estende sull'attuale regione della Gallura, parte dell'Anglona e delle Baronie e, infine, nella parte settentrionale dell'isola di Asinara.
2. Zona a falde. Corrisponde alla porzione della catena che ha subito una complessa serie di ripiegamenti e sovrascorrimenti verso l'avanfossa, con una dislocazione di terreni alloctoni da nordest verso sudovest. La zona si estende dalla Sardegna centrosettentrionale (Nurra, Anglona, Goceano, Baronie) fino al Sarrabus e alle pendici nordorientali dei monti del Sulcis-Iglesiente. In questa estesa fascia si distinguono, da nord a sud, due sottozone, denominate rispettivamente "falde interne" e "falde esterne", ciascuna suddivisa in unità.

Movimenti tettonici ercinici della zona a Falde esterne nella Sardegna centromeridionale. In alto: sovrascorrimenti delle falde esterne. Al centro: ripiegamenti delle falde esterne. In basso: erosione e affioramento.

- Falde interne. È una zona che ha subito deformazioni più complesse e un metamorfismo più spinto, tipico delle zone più interne degli orogeni. Si compone di due complessi tettoniche, a nord il complesso metamorfico di medio grado (Asinara, Nurra, Baronie), a sud il complesso metamorfico di basso grado. Il primo comprende affioramenti dislocati subito sotto la linea Posada-Asinara (Asinara, Nurra settentrionale, Baronie, Anglona). Il secondo comprende affioramenti che in gran parte sono dislocati nel Gennargentu, nella Barbagia e nell'Ogliastra. Altri affioramenti di minore estensione sono presenti nel Goceano e nel settore meridionale del basamento ercinico della Nurra. La suddivisione di questo complesso in unità tettoniche non è chiaramente definita come nelle falde esterne in quanto la dinamica deformazionale che ha portato alla sua origine è più complessa. In letteratura si è usata spesso una denominazione litostratigrafica informale, il "Postgotlandiano", per fare riferimento ai sedimenti clastici metamorfosati, non correlabili con altre unità tettoniche, che costituiscono gran parte del basamento metamorfico del Gennargentu, dell'Ogliastra, della Barbagia e del Goceano. Tale denominazione deriva dall'originaria ipotesi, in seguito smentita, che l'origine dei sedimenti fosse di natura sinorogenetica e si collocasse fra il Devoniano e il Carbonifero inferiore.[10] Nei lavori più recenti si usa più spesso la denominazione unità della Barbagia per fare riferimento alle successioni in contatto con le unità tettoniche delle Falde esterne e, sul versante settentrionale del Gennargentu, si individuano altre due unità, denominate rispettivamente di Funtana Bona e di Riu Correboi.
- Falde esterne. È una zona interessata da deformazioni più blande e da un metamorfismo di basso grado, tipico delle falde di ricoprimento degli orogeni in prossimità dell'avanfossa. Si estende dalla Sardegna centrale (Oristanese, Sarcidano, Barbagia di Seùlo, Ogliastra) fino ai limiti meridionali della zona a falde (Sarrabus e monti del Sulcis-Iglesiente) ed è suddivisa in più unità tettoniche.

La struttura primaria dell'edificio a falde è determinata da tre ordini di deformazioni:
- il sovrascorrimento del fronte esterno da nordest a sudovest sull'avanfossa della catena ercinica, rappresentata nel blocco sardo-corso dall'attuale Sulcis-Iglesiente;
- una serie di ripiegamenti biclinali di grandezza chilometrica a carico delle falde esterne, con asse orientato da nordovest a sudest, i cui affioramenti si estendono nella parte orientale dell'isola dal Gennargentu al Sarrabus. Questi affioramenti sono rappresentati da due antiformi (antiforme del Gennargentu a nord e antiforme del Flumendosa a sud) separate da una sinforme (sinforme della Barbagia);
- due consecutivi ripiegamenti isoclinali a carico delle falde interne. Nel complesso, il grado di metamorfismo diminuisce procedendo da nord a sud, rendendo più facile la ricostruzione stratigrafica nella parte centromeridionale dell'isola.[9]

3. Zona esterna. Corrisponde all'avanfossa della catena ercinica ed è costituita dai terreni autoctoni cambro-ordoviciani dell'Iglesiente-Sulcis, eretti nel corso dell'orogenesi caledoniana, e dai sedimenti clasto-organogeni successivi alla fase sarda. Le litologie di questa zona sono state interessate solo marginalmente dal metamorfismo associato all'orogenesi ercinica. Solo le successioni terrigene pre-ordoviciane mostrano un manifesto metamorfismo regionale associato alla fase sarda dell'orogenesi caledoniana: infatti, i ripiegamenti delle formazioni sedimentarie cambriche e ordoviciane dell'Iglesiente-Sulcis hanno un asse orientato da nord a sud.
La struttura tettonica del basamento metamorfico collisionale ha subito profonde modificazioni dal Carbonifero superiore a tutto il Permiano, derivate dalla concomitanza di tre processi geologici (tettonico, magmatico ed erosivo-sedimentario), che, per la loro posizione cronologica, sono generalmente definiti tardo-ercinici o tardo-paleozoici.
L'evoluzione tettonica tardo-ercinica si deve fondamentalmente ad una fase distensiva postcollisionale che si manifesta per mezzo di faglie dirette e trascorrenti, nuovi eventi plicativi e riattivazione di sovrascorrimenti. Nel complesso, il basamento subisce una riduzione dello spessore e un'estensione orizzontale.

#### Litostratigrafia della zona esterna
Dal punto di vista stratigrafico, la zona esterna (Sardegna sudoccidentale) è composta dall'unità dell'Iglesiente-Sulcis, che comprende tre successioni sedimentarie, intervallate da due discordanze in corrispondenza della fase sarda (Ordoviciano medio) e della fase ercinica (precedente al Carbonifero inferiore). Quest'ultima discordanza è di tipo tettonico.

##### Successioni terrigene pre-Ordoviciano medio
La successione preordoviciana è composta da sedimenti marini che si sono depositati dal Cambriano inferiore all'Ordoviciano inferiore nel corso di una trasgressione marina nel cui ambito si è verificato prima un innalzamento del livello del mare e più tardi un abbassamento. I differenti ambienti di sedimentazione hanno prodotto tre formazioni stratigrafiche autoctone:
- Formazione delle Arenarie (Precambriano - Cambriano inferiore), distinta in due tipi litostratigrafici: formazione di Bithia (Cambriano inferiore), formazione di Nebida (Cambriano inferiore).
- Formazione di Gonnesa o del Metallifero (Cambriano inferiore).
- Formazione di Cabitza (Cambriano inferiore - Ordoviciano superiore).[1]

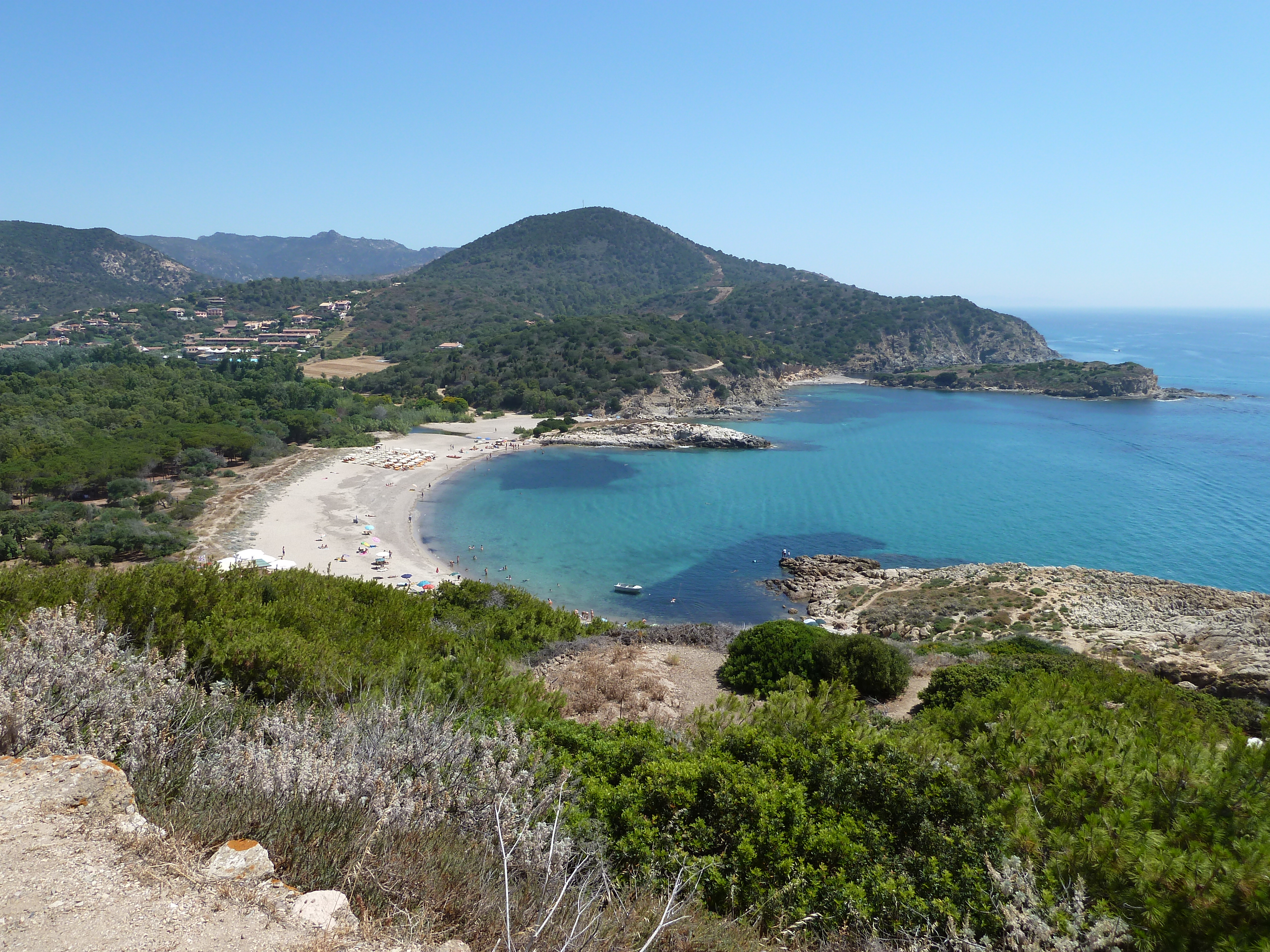
Formazione di Bithia (località Chia).

La formazione di Bithia forma un affioramento che si estende da Chia a capo Malfatano a Domus de Maria, intorno alla presunta formazione precambriana dell'unità di capo Spartivento (ortogneiss di monte Filau e micascisti di monte Settiballas) e all'intrusione granitoide del promontorio di capo Spartivento (granodiorite monzogranitica). La formazione di Bithia è principalmente composta da filladi e metarenarie ed è ritenuto lo strato più basso, di notevole potenza, superiore ai 1000 m. Questa formazione sarebbe in concordanza con la formazione di Nebida e costituirebbe la serie più antica della successione paleozoica.

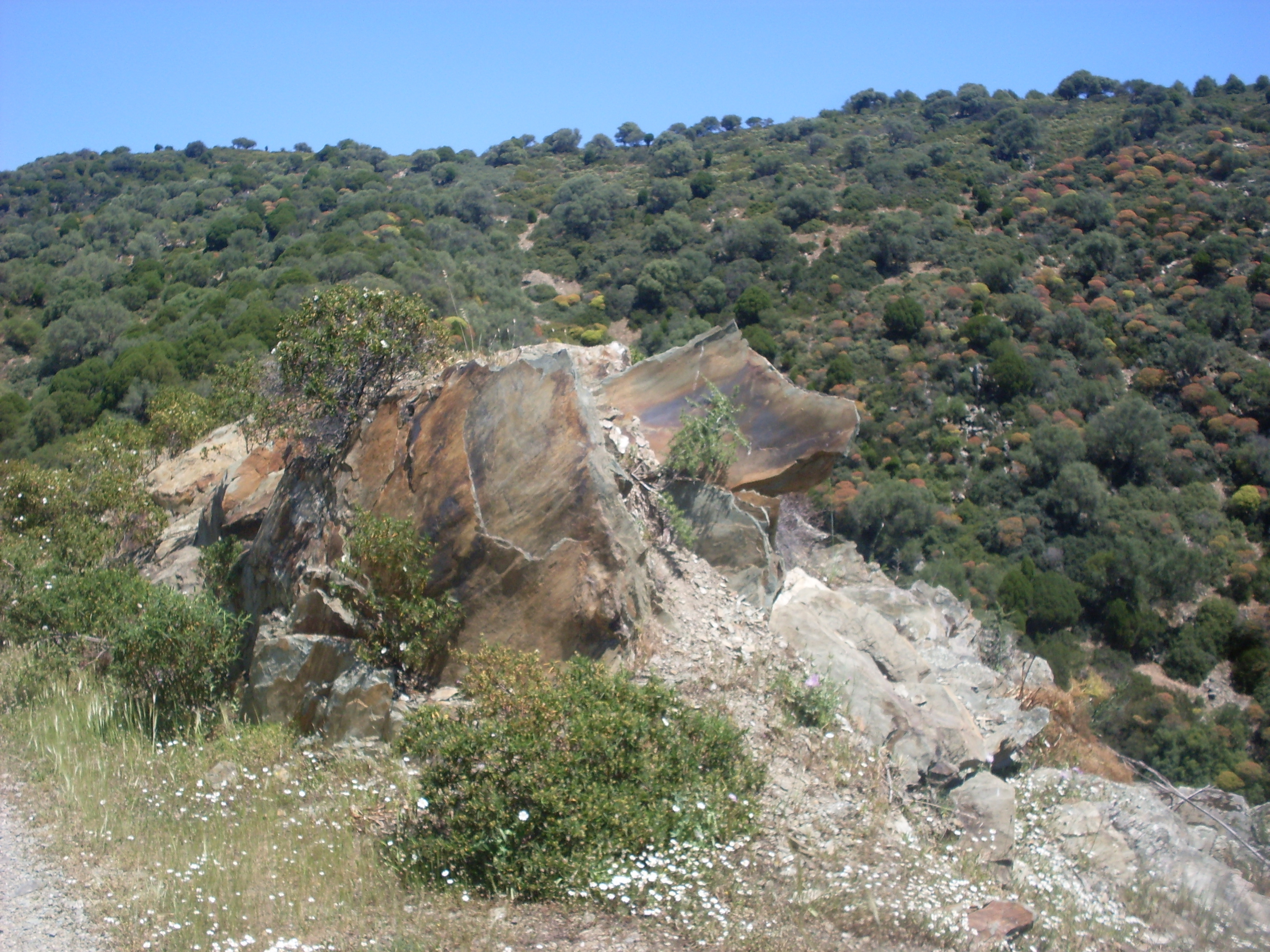
Formazione di Nebida (Teulada).

Gli affioramenti della formazione di Nebida sono ben rappresentati da sud a nord, con notevoli estensioni fra i territori di Teulada e Santadi, nel Sulcis, e fra i territori di Iglesias e Fluminimaggiore, nell'Iglesiente. Forma rilievi di modesta altitudine a causa della marcata erosione a cui sono stati sottoposti gli scisti. È costituita in prevalenza da metarenarie e metarenarie siltose, a cemento carbonatico, intercalate da lenti carbonatiche (metacalcari e metadolomie) e da depositi fossili. Tra i fossili ricorrono trilobiti, archeociati, brachiopodi e alghe, più rari gli echinodermi. La tipologia dei clasti (sabbia fine e limo) e la frequente presenza di organismi coralligeni (archeociati) denotano un ambiente marino di barriera, con fondale poco profondo. L'abbondante presenza di archeociati, organismi marini tipici del Cambriano inferiore, permette inoltre la datazione della formazione di Nebida a questo periodo geologico.

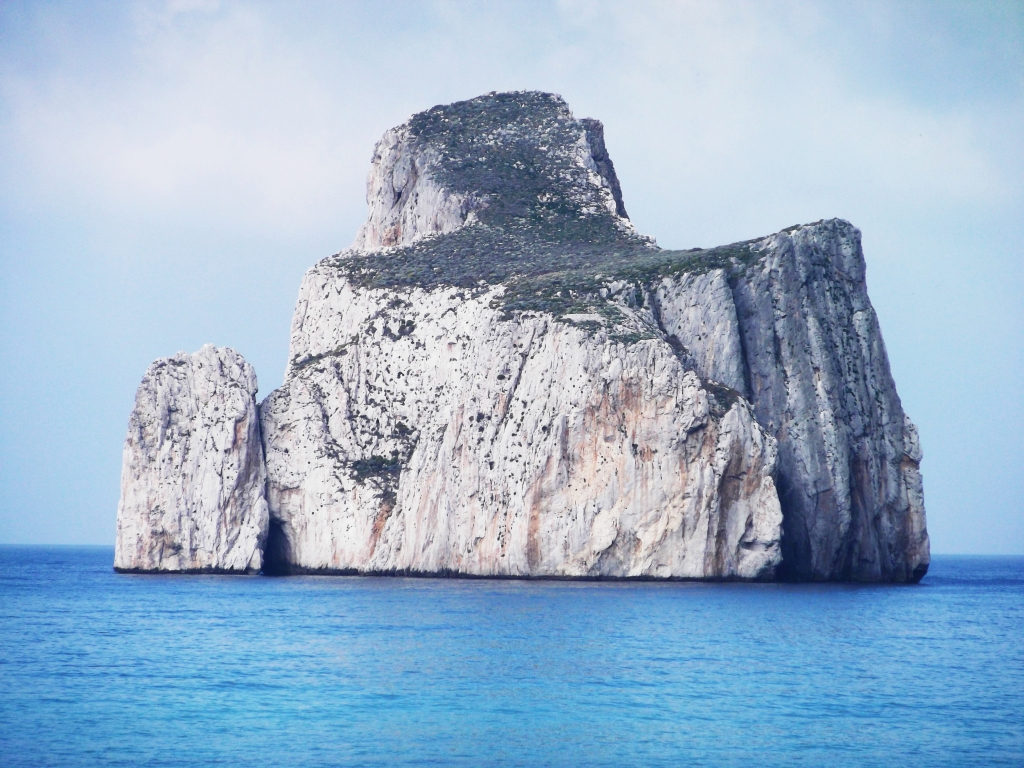
Formazione di Gonnesa (Faraglione del Pan di Zucchero.)

Più recente è la formazione di Gonnesa, anche se la datazione risale al Cambriano inferiore. Questa successione stratigrafica è rappresentata da fanghi carbonatici (metacalcari e metadolomie), in cui compaiono meno frequentemente trilobiti, archeociati, echinodermi. Questa facies è tipica di una maggiore profondità del mare, dovuta ad un abbassamento dei fondali. Di particolare importanza, sotto l'aspetto storico ed economico, è l'interazione con fenomeni vulcanici sottomarini che hanno portato all'inclusione, fra i sedimenti carbonatici, di depositi di solfuri di piombo, zinco e ferro, sfruttati dall'industria estrattiva. Il complesso cambrico della formazione di Gonnesa è perciò noto anche con la denominazione di "formazione del Metallifero". La formazione di Gonnesa è rappresentata da affioramenti dislocati in modo frammentato che si estendono in modo complementare ai limiti della formazione di Nebida. I più rilevanti, per estensione, circondano in tutte le direzioni la formazione di Nebida nei monti dell'Iglesiente fra i territori di Gonnesa, Iglesias, Domusnovas, Buggerru e Fluminimaggiore. È in questa regione che si è concentrata in passato la maggior parte delle miniere di piombo, zinco e barite. Ai calcari e alle dolomie della formazione di Gonnesa sono associati alcuni siti di particolare interesse geonaturalistico, come le falesie di capo Teulada e il faraglione di Pan di Zucchero e alcune rinomate grotte originate dal carsismo cambrico (Su Mannau, Fluminimaggiore, San Giovanni, Domusnovas, Is Zuddas, Santadi). I rilievi interessati dalla formazione di Gonnesa sono di modesta entità, sempre inferiori ai 1000 m, ma si identificano con le quote di maggiore altitudine dislocate più a est nei monti del Sulcis (monte Orbai, punta Sebera, punta Rosmarino e monte Tamara).

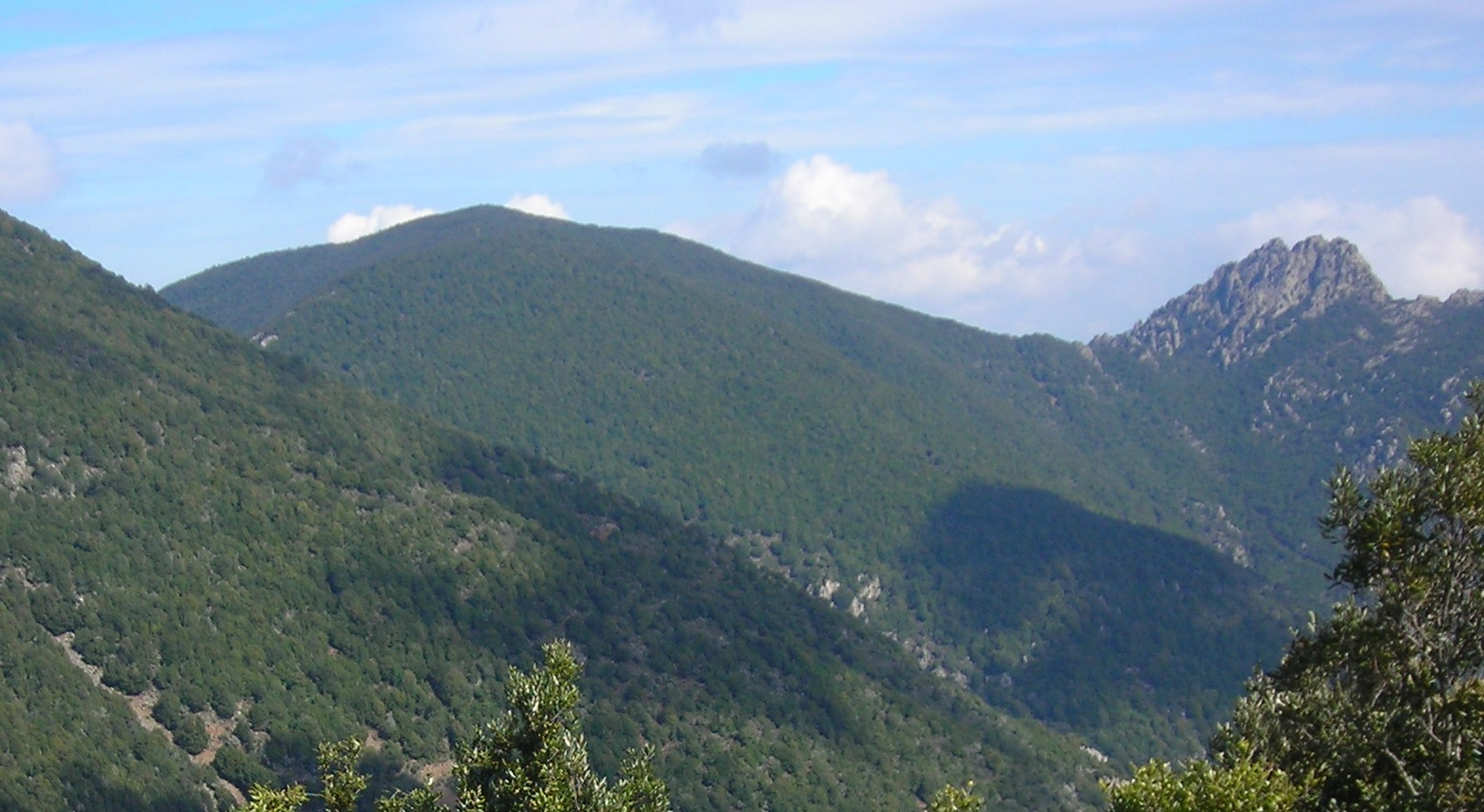
Formazione di Cabitza (monte Is Caravius, al centro).

La formazione di Cabitza (Cambriano inferiore-Ordoviciano inferiore) è l'ultima in ordine cronologico del ciclo preordoviciano. La litologia è originata dal deposito di sabbia e clasti terrosi (argille e limo) e da più rari depositi calcarei ed è ricca di fossili, fra cui compaiono anche organismi bentonici. Questa facies denota un successivo sollevamento del fondale marino, con un ambiente di sedimentazione costiero o lagunare. Nei monti del Sulcis, la formazione di Cabitza è dislocata più a est delle altre due successioni, con affioramenti che si alternano a quelli del basamento intrusivo tardo-ercinico, in corrispondenza dei rilievi di maggiore altitudine (punta Maxia, monte Sa Mirra, monte Nieddu, monte Is Caravius). Nei rilievi nordoccidentali dei monti del Sulcis, gli affioramenti formano una stretta fascia che si estende, quasi continua, da est a ovest, dal bacino del lago Bau Pressiu fino al territorio di Gonnesa, racchiusa a nord e sud dagli affioramenti delle altre due successioni cambriche. Nell'Iglesiente, infine, la formazione di Cabitza è presente in affioramenti poco estesi che si alternano con quelli della formazione di Gonnesa intorno al massiccio centrale interessato dalla formazione di Nebida.

##### Successioni terrigene post-Ordoviciano medio
Nel corso dell'Ordoviciano medio si svolge la fase sarda dell'orogenesi caledoniana: l'unità dell'Iglesiente-Sulcis subisce un sollevamento, con il conseguente passaggio ad una fase di continentalità e gli associati processi erosivi a carico dei depositi cambrici. Questa fase è definita da una discordanza stratigrafica con lo strato sovrastante, formato da depositi clastici dell'Ordoviciano superiore affioranti in diversi distretti del Sulcis e dell'Iglesiente. Questi depositi fanno capo a due tipi litostratigrafici rappresentati da cinque strati in concordanza, che, nel complesso, denotano il passaggio da una regressione marina ad una trasgressione:
- Sedimenti in ambiente continentale di transizione: sono rappresentati dalla formazione di monte Argentu, che nei suoi strati basali è nota come Puddinga dell'Iglesiente. È composta da metaconglomerati originati da clasti calcarei o dolomitici a spigoli arrotondati (Puddinga dell'Iglesiente propriamente detta), metasiltiti e metarenarie. Questa formazione geologica è derivata da un ambiente di sedimentazione tipico delle pianure alluvionali o costiere ed è indice di eventi erosivi occorsi in la regressione marina. La formazione di monte Argentu affiora nell'Iglesiente, nei territori di Buggerru e Fluminimaggiore e, più a sud, fra i territori di Gonnesa e Carbonia.

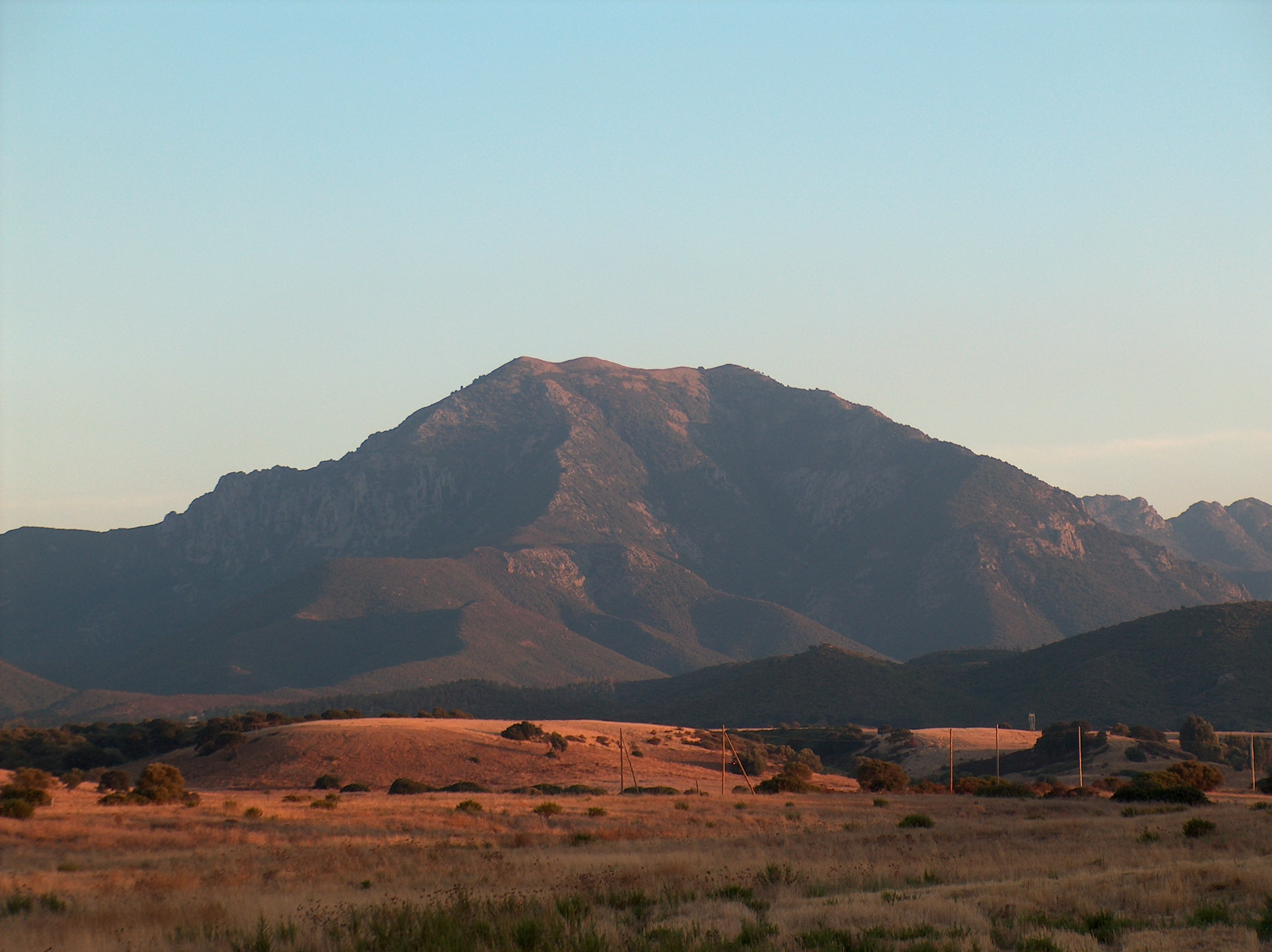
Formazione di monte Orri sulla sommità e sul versante settentrionale di monte Arcosu. I rilievi collinari alla base del massiccio sono formati dalle arenarie di san Vito per sovrascorrimento tettonico.

- Sedimenti in ambiente marino: sono rappresentati, in ordine cronologico dal più antico al più recente, dalla formazione di monte Orri, dalla formazione di Portixeddu, dalla formazione di Domusnovas e, infine, dalla formazione di Rio San Marco. Queste formazioni sono composte da metarenarie, metasiltiti e metavulcaniti e contengono, tra i fossili, organismi marini bentonici (Brachiopodi, Briozoi, Tentaculiti, Crinoidi), indici di una sedimentazione su fondali poco profondi. Gli affioramenti di queste formazioni si estendono sia nei monti dell'Iglesiente (Fluminense e rilievi a nord di Domusnovas) sia nei monti del Sulcis (massicci di monte Rosas e monte Orri, Colle di Campanassissa. Monte Arcosu e rilievi all'interno dei territori di Villa San Pietro e Sarroch).[14]

Dal Siluriano al Devoniano, la regione attraversa una lunga fase di trasgressione, nel corso della quale si sono depositati sedimenti fini (argille e limi) e carbonatici, poi metamorfosati. In base alla litologia e ai fossili guida, la successione silurico-devoniana è distinta in tre formazioni stratigrafiche: le metargilliti e metasiltiti della formazione di Genna Muxerru (Siluriano inferiore) e i metacalcari della formazione di Fluminimaggiore (Siluriano-Devoniano inferiore) e della formazione di Mason Porcus (Devoniano). Nel complesso questa successione è frammentata in affioramenti poco estesi, dislocati lungo una fascia che si estende da Capoterra ai territori di Fluminimaggiore e Gonnosfanadiga, in quanto ricoperta dal sovrascorrimento dell'unità dell'Arburese o erosa fino all'affioramento della successione tardo-ordoviciana (formazione di San Marco).
La successione sedimentaria-metamorfica pre-ercinica dell'Iglesiente-Sulcis si chiude con la formazione di Pala Manna. Si tratta di un complesso eterogeneo di rocce clastiche originato dal flysch ercinico del Carbonifero inferiore sull'avanfossa. Questo strato, la cui potenza è dell'ordine di alcune centinaia di metri, è rappresentato nella zona esterna da un complesso roccioso che si estende a ovest di Villa San Pietro e Sarroch e, insieme agli affioramenti granitoidi tardo-ercinici, caratterizza la litologia del versante orientale dei monti del Sulcis. Per la sua origine, la formazione di Pala Manna è composta da alternanze di clasti di varia natura, fra cui ricorrono olistostromi e olistoliti dei depositi silurico-devoniani, metaconglomerati, metarenarie, metasiltiti, metapeliti, metavulcaniti e quarzite. I fossili presenti sono in gran parte associati alla natura dei clasti. Dal punto di vista stratigrafico, la formazione di Pala Manna è concordante su quella di Mason Porcus, di cui è presente un affioramento contiguo a ovest, ed è sormontata dall'unità dell'Arburese nel versante nordorientale dei monti del Sulcis.

#### Litostratigrafia delle Falde esterne
Le Falde esterne rappresentano il fronte esterno dell'edificio a falde traslato nel Carbonifero inferiore da nordest verso sudovest, con sovrascorrimento sulla zona esterna. Dal punto di vista litostratigrafico sono costituite da depositi sviluppati dal Cambriano inferiore al Carbonifero inferiore e metamorfosati nel corso dell'orogenesi, con un grado di metamorfismo varia dall'anchizona al medio-basso (facies a scisti verdi).
Come detto in precedenza, il basamento metamorfico delle Falde esterne è suddiviso in unità tettoniche. Alcune di queste sono reciprocamente correlate e prendono denominazioni differenti secondo la dislocazione. Sulla base di queste correlazioni le diverse unità tettoniche sono così raggruppate:
- Unità basse delle Falde esterne. Sono dislocate lungo il nucleo dell'antiforme del Flumendosa, dall'Oristanese al Salto di Quirra e prendono denominazioni differenti secondo gli affioramenti: unità di monte Grighini (a sud Fordongianus), unità di Castello Medusa (a sud di Samugheo), unità di monte Trempu (a ovest di Isili), unità di Mandas (a est di Mandas e Siurgus Donigala), unità di Riu Gruppa (a est e a ovest di Armungia). Sono sormontate dall'unità del Gerrei.
- Unità del Gerrei: è l'unità intermedia dell'edificio a falde esterne, dislocata lungo l'antiforme del Flumendosa. È sormontata dall'unità di Meana Sardo sul fianco settentrionale dell'antiforme e dall'unità del Sarrabus sul fianco meridionale. Un affioramento correlato all'unità del Gerrei è presente nell'Arburese, a sud di capo Frasca.
- Unità di Meana Sardo, unità del Sarrabus, unità dell'Arburese: rappresentano il complesso tettonico più imponente, per estensione, dell'edificio a falde esterne e quello con il più basso grado di metamorfismo. Questa falda, sormontata dall'unità della Barbagia (Falde interne), si è staccata dai terreni più antichi e ha oltrepassato l'unità del Gerrei fino a scorrere sull'avanfossa ercinica nella Sardegna sudorientale e nell'Iglesiente sovrapponendosi alla zona esterna. Gli affioramenti sono dislocati lungo la sinforme della Barbagia (unità di Meana Sardo), dove è sormontata dall'unità della Barbagia, sul fianco meridionale dell'antiforme del Flumendosa (unità del Sarrabus) e, infine, sulla zona esterna (unità dell'Arburese). Un affioramento residuo di questo complesso è dislocato in pieno Campidano, ai margini orientali del graben, in un rilievo collinare a ovest di Sardara, attualmente completamente isolato dal resto del basamento paleozoico. L'unità dell'Arburese rappresenta il fronte più esterno dell'edificio a falde della catena ercinica del blocco sardo-corso.

Dal punto di vista stratigrafico, la sottozona delle Falde esterne è interessata da due discordanze. La prima, denominata "Discordanza sarrabese", separa le successioni del Cambriano e dell'Ordoviciano inferiore dai depositi più recenti e coincide con una fase di continentalità che si identifica con la fase sarda delle successioni stratigrafiche della zona esterna. La seconda discordanza separa i depositi di un'attività vulcano-sedimentaria, sviluppatasi nell'Ordoviciano medio in ambiente subaereo, dalle successioni stratigrafiche del periodo intercorso dall'Ordoviciano superiore al Carbonifero inferiore. Nel complesso si individuano perciò tre successioni stratigrafiche separate dalle suddette discordanze:
- Successioni terrigene del Cambriano-Ordoviciano superiore, in fase di trasgressione marina.
- Successioni vulcano-sedimentarie dell'Ordoviciano medio, in ambiente subaereo.
- Successioni terrigene e carbonatiche della trasgressione caradociana (Ordoviciano superiore - Carbonifero inferiore).[18]

##### Successioni terrigene del Cambriano e dell'Ordoviciano inferiore

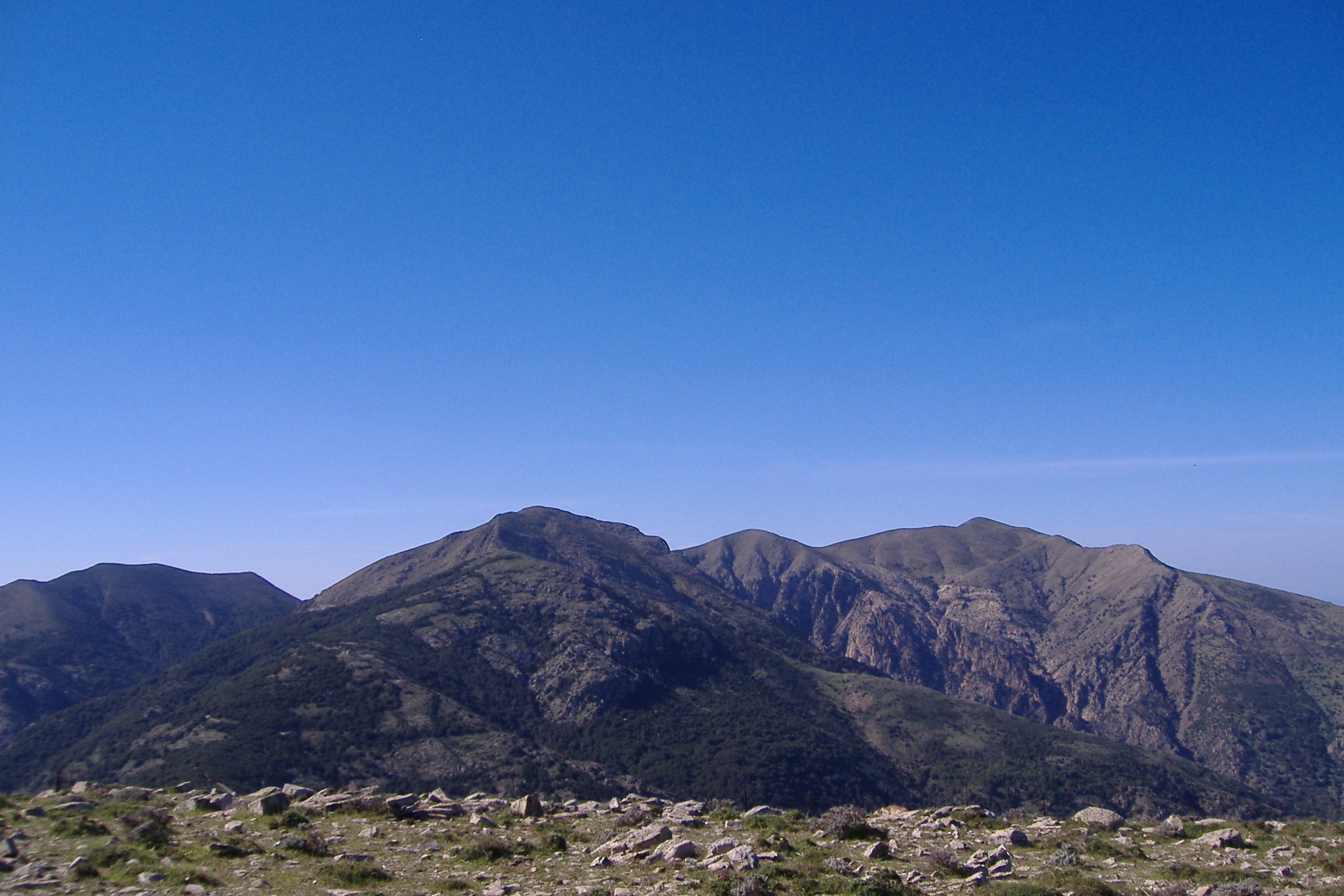
Arenarie di san Vito sulle sommità del monte Linas (sullo sfondo) e di punta di San Miali (punto di osservazione in primo piano). Il rilievo in primo piano prima delle vette di monte Linas è granitoide. Sullo sfondo a sinistra è visibile il monte Lisone, complesso montuoso della successione sedimentaria dell'Ordoviciano superiore.

Le successioni terrigene che precedono la discordanza sarrabese sono rappresentate dalle arenarie di san Vito, litologia conosciuta negli affioramenti della Sardegna centrale anche con la denominazione di "formazione di Solanas". Si tratta di una delle più imponenti formazioni metamorfico-sedimentarie del Paleozoico sardo, sia per l'estensione geografica sia per lo sviluppo in altezza. La potenza è dell'ordine di centinaia di metri, ma non del tutto accertabile in quanto il limite inferiore è di natura tettonica mentre il limite superiore è determinato da processi erosivi. La litologia è costituita da metarenarie alternate a sedimenti più fini (metasiltiti e metapeliti). con impronte di acritarchi dell'Ordoviciano inferiore. La facies di sedimentazione è quella di un conoide sottomarino in ambiente di scarpata. Il grado di metamorfismo è piuttosto basso, derivato in gran parte dalle spinte orizzontali associate all'orogenesi caledoniana.
Gli affioramenti delle arenarie di san Vito, rappresentati in tutte le unità tettoniche delle Falde esterne, si distribuiscono su una vasta area che si estende dalla Sardegna centrale a quella meridionale. Nell'unità di Meana Sardo vi sono affioramenti sui versanti sudorientali del Gennargentu e, nel Sarcidano, fra Laconi, Samugheo e Meana Sardo.
Lungo il fianco settentrionale dell'antiforme del Flumendosa vi sono vari affioramenti, appartenenti a tutte le unità, alternati in modo irregolare a terreni più recenti. I più consistenti sono presenti nell'Oristanese (monte Grighini), nel Sarcidano (lago Flumendosa) e, infine, nella bassa Ogliastra (Tertenia) e nel Salto di Quirra. La geologia, in quest'ultima regione, è piuttosto complessa, al punto tale che in alcuni siti si sovrappongono arenarie di san Vito di differenti unità tettoniche (Meana Sardo su Gerrei e Gerrei su Riu Gruppa).
Nelle unità del Sarrabus e dell'Arburese, questa formazione litostratigrafica forma gli affioramenti di maggiore imponenza in termini di estensione. Nel Gerrei le arenarie di san Vito dell'unità del Sarrabus formano un complesso litologico monotono dalla costa (Villaputzu, San Vito) fino alla Trexenta e al Parteòlla (Sant'Andrea Frius, Barrali, Donori, Dolianova). Nei monti del Sulcis si estendono lungo il versante nordorientale, in sovrapposizione sulle successioni postordoviciane della zona esterna, dal bacino del Rio Santa Lucia alle pendici settentrionali del monte Arcosu e del Colle di Campanassissa. Nei monti dell'Iglesiente si estendono quasi ininterrotte lungo il versante orientale del monte Linas, da Vallermosa a Gonnosfanadiga e per gran parte dell'Arburese, da Fluminimaggiore e Guspini fino alla base del promontorio di capo Frasca. Affioramenti delle Arenarie di san Vito emergono infine nella piana del Cixerri, in un complesso collinare compreso fra i territori di Siliqua e Vallermosa, come residui dell'unità dell'Arburese dopo l'apertura della fossa tettonica del Cixerri.
Dal punto di vista geomorfologico, le Arenarie di san Vito rappresentano le più imponenti formazioni del basamento metamorfico-sedimentario, seconde solo alle metarenarie del Postgotlandiano autoctono dell'unità della Barbagia. Le arenarie di san Vito formano infatti le vette del maggiore complesso montuoso della Sardegna meridionale, il monte Linas (punta Perda de Sa mesa, 1236 m, punta Camedda, 1214 m, punta Cabixettas, 1202 m, e punta di San Miali, 1062 m). Meno imponente ma ben visibile dal Campidano è la linea monotona dei monti del Gerrei (800–890 m), dominata solo dal rilievo della formazione di punta Serpeddì (monte Serpeddì, 1069 m).

##### Successioni vulcano-sedimentarie dell'Ordoviciano
Come nella zona esterna, nel corso dell'Ordoviciano si svolge una fase di regressione marina segnalata, nelle successioni stratigrafiche delle Falde esterne, dalla presenza di depositi clastici e, soprattutto, vulcano-sedimentarie, poi metamorfosati nel corso dell'orogenesi ercinica, in discordanza angolare sulle arenarie di san Vito ("fase sarrabese").
La discordanza è evidente nello strato basale della successione ordoviciana, di origine clastica, costituito dai Metaconglomerati di Muravera, conosciuti anche con la denominazione di "Metaconglomerati di Rio Ceraxa", che testimonia un'azione erosiva in fase di continentalità a carico delle arenarie di san Vito. Questa formazione, rappresentata da affioramenti discontinui nelle unità del Sarrabus, del Gerrei e di Meana Sardo, è costituita da frammenti grossolani di varie dimensioni di metarenarie, quarziti e metavulcaniti acide, sostenuti da una matrice sabbiosa o filladica. La distribuzione discontinua, con potenze che variano da zero fino a massimi dell'ordine di poche decine di metri, denota una facies sedimentaria di ambiente fluviale. Affioramenti dei Metaconglomerati di Muravera sono presenti nell'unità del Sarrabus a sud di capo San Lorenzo, presso Villaputzu), mentre quelli dell'unità del Gerrei e dell'unità di Meana Sardo sono distribuiti nel Salto di Quirra. Nell'unità di Riu Gruppa non vi sono invece affioramenti di questa formazione.
Nell'Ordoviciano medio si svolge un'attività vulcanica di origine tettonica associata alla subduzione del braccio armoricano dell'Oceano Reico sotto la placca della Gondwana. La composizione del magma presenta una zonazione geografica da riodacitica ad andesitica, alla quale corrispondono differenti litologie rilevate negli affioramenti di depositi vulcanici nelle unità tettoniche delle Falde esterne. Non è possibile definire una ricostruzione litostratigrafica del complesso magmatico ordoviciano che sia sufficientemente sintetica e rappresentativa di tutta la zona a Falde esterne: sia fra le varie unità tettoniche sia in siti geograficamente distinti di una stessa unità vi sono infatti differenze che concernono la litologia e, dal punto di vista stratigrafico, il rapporto con altre formazioni dell'Ordoviciano medio (Metaconglomerati di Muravera) o del periodo precedente (arenarie di san Vito) e con le successioni dell'Ordoviciano superiore. Va peraltro presa in considerazione l'impossibilità di stimare una posizione cronologica sulla base di fossili guida, trattandosi di formazioni di natura vulcanica. Nei lavori che hanno trattato questa successione ricorrono peraltro denominazioni sia formali sia informali che richiedono una ricostruzione più dettagliata nelle correlazioni cronostratigrafiche dei vari affioramenti.
Sotto l'aspetto topografico, gli affioramenti del complesso magmatico dell'Ordoviciano sono dislocati lungo quattro allineamenti, corrispondenti all'erosione delle antiformi e della sinforme del complesso di pieghe. Quello più a nord, formato da litologie dell'unità di Meana Sardo, si estende dalla Barbagia di Belvì (Aritzo) fino all'Ogliastra (a est di Jerzu). Il secondo, composto da litologie dell'unità del Gerrei a ovest e dell'unità di Meana Sardo al centro e a est, si estende dall'Oristanese (Siamanna, Fordongianus) al Sarcidano fino alla valle del Rio Quirra (Tertenia). Il terzo, in gran parte composto da litologie dell'unità del Gerrei, si estende nella parte settentrionale del Gerrei, dai limiti della Trexenta (San Basilio, Siurgus Donigala) fino al Salto di Quirra e a capo San Lorenzo. Il quarto, composto da litologie dell'unità del Sarrabus, si estende da Dolianova a Muravera. Affioramenti isolati sono infine dislocati nel Medio Campidano (Sardara) e nell'Arburese (presso Torre dei Corsari e presso Montevecchio), correlati all'unità del Gerrei.
Sotto l'aspetto litostratigrafico, le successioni vulcano-sedimentarie sono riconducibili a tre distinte formazioni, denominate rispettivamente formazione di monte Santa Vittoria, Porfiroidi e Porfidi riodacitici, i cui livelli di stratificazione cambiano secondo l'unità tettonica.

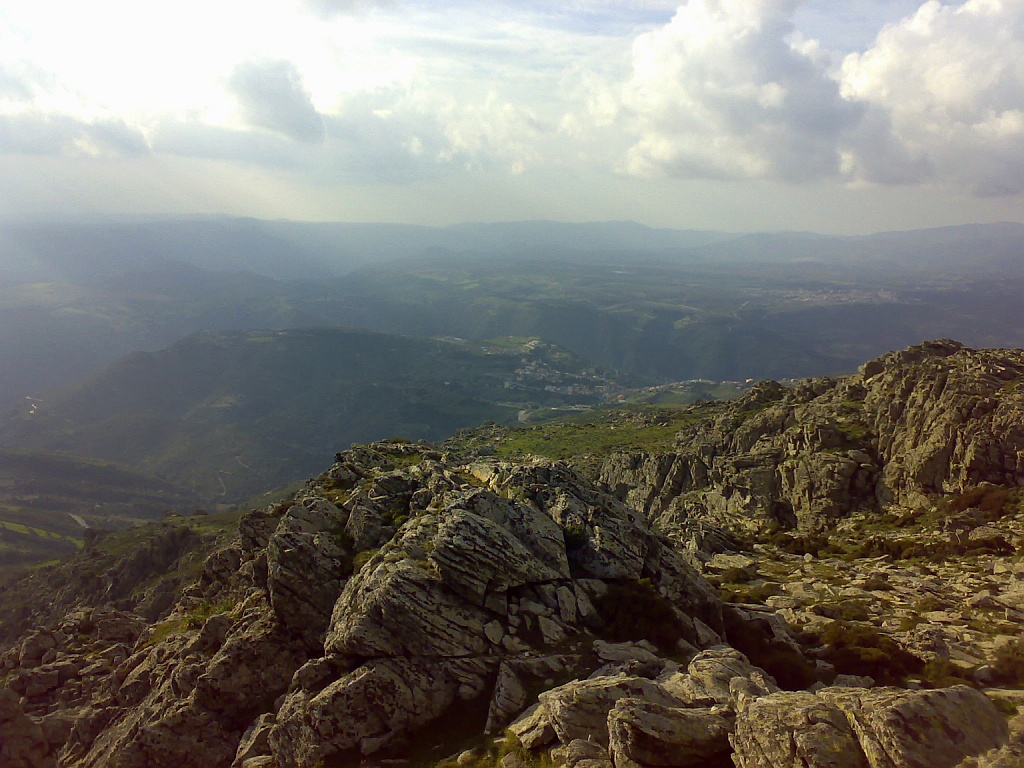
Formazione di monte Santa Vittoria (monte Santa Vittoria).

La formazione di monte Santa Vittoria è ampiamente rappresentata soprattutto nell'unità di Meana Sardo (Barbagia e Ogliastra), ma affioramenti di estensione locale si rinvengono anche nelle altre unità tettoniche, ad eccezione di quelle di monte Grighini e di Castello Medusa. È un complesso di recente istituzione formale che sostituisce vecchie denominazioni informali. È composta, secondo gli strati e la localizzazione geografica, da differenti litologie, rappresentate da rocce effusive metamorfosate (metavulcaniti), di composizione variabile dal sialico (metarioliti) al neutro (metandesiti), e da rocce clastiche metamorfosate con clasti di origine prevalentemente vulcanica (metaepiclastiti, metaconglomerati e metagrovacche). La formazione di monte Santa Vittoria giace direttamente sulle arenarie di san Vito in discordanza angolare (unità di Riu Gruppa) o, in concordanza, sui Metaconglomerati di Muravera (altre unità tettoniche). Gli affioramenti di maggiore estensione sono dislocati lungo una fascia montuosa che parte dal monte Corte Cerbos (Meana Sardo) e si dirige in direzione sudest nella Barbagia di Seùlo fino al Salto di Quirra. Più a nord, sormontato dall'unità della Barbagia, è dislocato uno stretto affioramento che si estende dalla Barbagia di Belvì, lungo l'alto corso del Flumendosa, per deviare poi a sud fino all'Ogliastra, a est di Gairo e Jerzu. Affioramenti di modesta estensione sono inoltre cartografati nell'Arburese (Torre dei Corsari, stagno di Marceddì).
I Porfiroidi costituiscono la formazione litostratigrafica più rappresentativa dell'unità del Gerrei in termini di potenza. Gli affioramenti di questa unità sono dislocati lungo tutta l'antiforme del Flumendosa, nell'Oristanese (Siamanna, Villaurbana, Mogorella), nel Sarcidano (Laconi, Nurri) e, soprattutto, nel Gerrei e nel Salto di Quirra. Affioramenti correlati all'unità del Gerrei sono inoltre presenti nell'Arburese, a sud dello stagno di Marceddì e a ovest di Montevecchio. Dal punto di vista litologico, i Porfiroidi del Gerrei sono composti da metavulcaniti acide (metarioliti e metariodaciti) a struttura porfirica, contenenti fenocristalli di feldspato potassico e quarzo. Dal punto di vista stratigrafico giacciono sulla formazione di Monte Santa Vittoria oppure, in discordanza, su strati più antichi.
I porfidi riodacitici dell'unità del Sarrabus, detti anche "porfidi grigi" o "porfidi bianchi", affiorano lungo un allineamento che si estende nel Sarrabus da ovest (Dolianova) a est (Muravera), in concordanza sui Metaconglomerati di Muravera o sulle arenarie di san Vito. Affioramenti di questa formazione sono dislocati anche presso Sardara e nell'Arburese presso Torre dei Corsari, Dal punto di vista litostratigrafico sono corrispondenti ai Porfiroidi del Gerrei: si tratta di metarioliti e metariodaciti a struttura generalmente porfirica, intercalati a piroclastiti metamorfosate (metatufiti, metaepiclastiti, metavulcaniti).

##### Successioni terrigene e carbonatiche della trasgressione caradociana
A partire dall'Ordoviciano superiore, anche la Sardegna centrorientale entra in una nuova fase di trasgressione marina che si protrarrà fino al Carbonifero inferiore. Questa fase prende il nome di "trasgressione caradociana", dal nome della prima suddivisione di questo sottoperiodo, il Caradoc, corrispondente all'intero Sandbiano e a parte del Katiano (circa 460-450 milioni di anni fa). La progressiva trasgressione è documentata nella stratigrafia dalle differenti facies di sedimentazione e dai fossili guida, che indicano il passaggio da un ambiente costiero (Ordoviciano superiore) ad uno tipicamente pelagico (Siluriano-Devoniano). La litostratigrafia è tuttavia complessa a causa delle differenti condizioni in cui si è svolta la transizione dalla continentalità alla sommersione nelle diverse unità tettoniche, per quanto si possano trovare delle relazioni stratigrafiche.
Lo strato basale di questo ciclo sedimentario è composto da sedimenti clastici originati dallo smantellamento degli edifici vulcanici e dei terreni vulcano-sedimentari dell'Ordoviciano medio, depositati in ambiente costiero o di mare poco profondo. È rappresentato nell'unità del Sarrabus dalla formazione di punta Serpeddì, nell'unità di Meana Sardo dalla formazione di Orroeleddu, nell'unità del Gerrei dalle Metarcose di Genna Mesa. Dal punto di vista litologico si tratta di sedimenti grossolani (metaconglomerati, metagrovacche, metarcose, metarenarie) alternati a clasti più fini (filladi, metasiltiti) e a quarzite. Tra i fossili guida si rinvengono tracce di briozoi e brachiopodi, soprattutto fra i sedimenti fini degli strati superiori. Nel Sarrabus affiorano anche arenarie silicizzate derivate da un metamorfismo di contatto e denominate Quarziti del Sarrabus. Nell'unità del Gerrei, in concordanza sulle Metarcose di Genna Mesa affiora uno strato di filladi e metasiltiti, denominato Argilloscisti di Rio Canoni. Nel complesso, queste formazioni affiorano con estensioni locali nel Gennargentu, nella Barbagia di Seùlo, nel Salto di Quirra, nel Gerrei e nel Sarrabus. In quest'ultima regione formano la sommità del rilievo più alto, punta Serpeddì (1069 m).
Il Siluriano e il Devoniano sono caratterizzati da successioni sedimentarie tipicamente pelagiche, con la progressiva diminuzione dei sedimenti grossolani e dei fossili bentonici. Queste facies mancano nell'unità del Sarrabus, dove i sedimenti dell'Ordoviciano superiore sono sormontati dal flysch ercinico, mentre sono ben rappresentate nelle altre unità tettoniche delle falde esterne. In queste unità, in particolare quelle del Gerrei e di Meana Sardo, la successione stratigrafica mostra un progressivo approfondimento del fondale marino: sui sedimenti grossolani dell'Ordoviciano superiore poggiano strati terrigeni di sedimenti più fini (limo e argilla), a loro volta sormontati da depositi carbonatici.
Lo strato terrigeno è costituito dagli Scisti a Graptoliti (Siluriano inferiore-Devoniano inferiore). È composto da metapeliti scure contenenti pirite e, come fossili guida, graptoliti. Nei livelli più bassi questi sedimenti sono intercalati da quarzite scura, mentre in quelli più alti si rinvengono lenti di metacalcari scuri o nodulari contenenti fossili di tentaculiti e, talvolta, orthoceratidi e crinoidi. Affioramenti di scisti a Graptoliti si rinvengono nella Barbagia di Belvì (Meana Sardo, Gadoni e alto corso del Flumendosa), nella Barbagia di Seùlo (Seulo, Esterzili), nel Sarcidano (Laconi), nell'Oristanese (Busachi), nel Salto di Quirra (monte Fittilgiu), nel Gerrei (San Basilio e basso corso del Flumendosa, da Ballao a San Vito).
Lo strato carbonatico chiude in concordanza le successioni della trasgressione caradociana. Le litostratigrafie risalgono ad un periodo compreso fra il Devoniano inferiore e l'inizio del Carbonifero inferiore e sono differenziate, secondo la dislocazione, in tre tipi: metacalcari nodulari contenenti resti di crinoidi e ammoniti (Calcari di Villasalto e Calcari a Climenie), metacalcari alternati a metasiltiti con tentaculiti pelagiche (Scisti a Tentaculiti) e rocce carbonatiche con metamorfismo più spinto, costituite da marmi, più o meno dolomitizzati, e calcescisti con crinoidi. Affioramenti delle prime due litologie sono notevolmente rappresentati nell'unità del Gerrei e sormontano gli Scisti a Graptoliti nel bacino del basso corso del Flumendosa, dal lago Mulargia al monte Lora. Di particolare imponenza sono gli affioramenti che si estendono da Silius (Calcari a Climenie) al monte Lora (Calcari di Villasalto). Altri affioramenti di una certa rilevanza sono presenti nell'unità di Meana Sardo, sia nella Barbagia di Seulo (Esterzili) sia in quella di Belvì (Meana Sardo, Gadoni), fra i quali spicca il massiccio calcareo di monte Sa Scova (1186 m). La presenza di fossili di ammoniti del genere Clymenia e di crinoidi indica un ambiente di sedimentazione di mare poco profondo (calcari di scogliera). Affioramenti delle litologie del terzo tipo, di maggior grado metamorfico, appartengono invece alle unità basse delle falde esterne: nell'unità di Castello Medusa (Asuni), nell'unità di Mandas (Rio Mulargia), nell'unità di Riu Gruppa (Riu Gruppa e punta Durci, presso il Castello di Quirra). Di particolare interesse storico sono i Marmi di Asuni, citati dal La Marmora e oggetto di estrazione fino agli anni sessanta.
Nelle unità basse della zona a falde esterne e nell'unità del Sarrabus, le successioni della trasgressione caradociana si chiudono in discordanza tettonica con i depositi clastici del flysch ercinico che costituiscono la formazione di Pala Manna. Gli affioramenti, analoghi a quelli della zona esterna dislocati nel versante orientale dei monti del Sulcis, sono presenti nella Trexenta (Mandas, Rio Mulargia, Siurgus Donigala), nel Gerrei (Ballao, Armungia, Riu Gruppa) e, soprattutto, nel Sarrabus. In quest'ultima regione, la formazione di Pala Manna si estende dal limite orientale della piana del Campidano (Soleminis, Sinnai) fino alla piana di Muravera, separando gli scisti paleozoici del Serpeddì e del Gerrei dalle intrusioni granitiche del Sarrabus.

#### Litostratigrafia delle Falde interne
Le Falde interne costituiscono il risultato di una fase trasgressiva complessa del processo orogenetico ercinico, conseguente al sovrascorrimento delle Falde esterne. Questa fase ha prodotto l'esumazione di rocce di un grado di metamorfismo più spinto, che tende ad aumentare da sud a nord, derivate dalle parti più interne dell'orogene. L'esumazione sarebbe associata a due eventi plicativi consecutivi, di tipo sinclinale, che in parte hanno prodotto il ricoprimento delle falde esterne, come si rileva nell'antiforme del Gennargentu e nella sinforme della Barbagia. Contrariamente alla zona esterna e alle Falde esterne, la ricostruzione stratigrafica delle Falde interne è complicata dal grado di metamorfismo più spinto, in particolare per i litotipi prossimi alla zona assiale, dalla maggiore complessità della dinamica deformazionale, dalla difficoltà di reperimento di fossili guida e dalla minore frequenza di depositi vulcanici. Per questo motivo la suddivisione geografica si basa prevalentemente sulle facies metamorfiche, con la distinzione di un complesso di basso grado, in facies a scisti verdi, e un complesso di medio grado, in facies anfibolitica. Nel complesso di basso grado è ancora individuabile una cronologia stratigrafica analoga a quella riscontrata nelle falde esterne, grazie all'esistenza di alcuni affioramenti di strati correlabili.

##### Postgotlandiano e rocce correlate del complesso metamorfico di basso grado

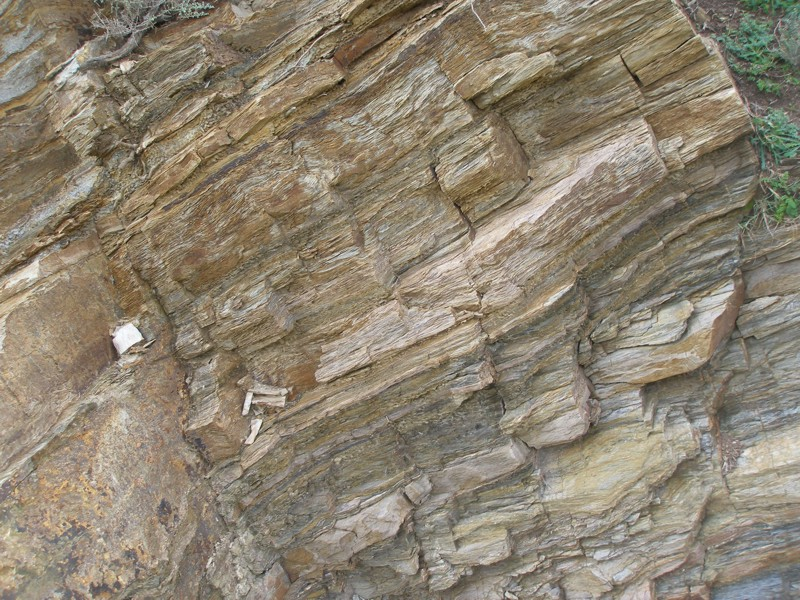
Scisti del complesso metamorfico di basso grado della Nurra meridionale (Argentiera).

Il complesso di basso grado è in grande prevalenza composto da metasedimenti clastici fini, denominato in passato "Postgotlandiano". Si tratta di una formazione sedimentaria-metamorfica di grande imponenza, sia per l'estensione geografica sia per l'apparente potenza, e di difficile inquadramento sotto l'aspetto litostratigrafico. Questa formazione geologica, infatti, mostra una sostanziale omogeneità stratigrafica, povera di intercalazioni e fossili-guida, è interessata da contatti tettonici complessi e non ancora del tutto noti e in gran parte della Sardegna centrorientale rappresenta l'unica successione litostratigrafica.
Questi aspetti sono alla base dell'attribuzione della sua origine, in passato, a processi sedimentari correlati all'orogenesi ercinica, e alla sua collocazione cronologica fra il Devoniano e il Carbonifero inferiore. Il termine "postgotlandiano", infatti, deriva dal nome con cui in passato diversi autori indicavano il Siluriano (Gotlandiano), corrispondente al piano superiore del periodo come è concepito oggi. Negli ultimi decenni sono state individuate delle analogie stratigrafiche che fanno correlare questa successione a quella ben delineata delle arenarie di san Vito e, pertanto, si collocherebbe cronologicamente fra il Cambriano medio e l'Ordoviciano inferiore.
Dal punto di vista litologico, il Postgotlandiano è costituito da alternanze di metarenarie, filladi (metapeliti) e quarzite, di colore grigio, con varie tonalità dal chiaro allo scuro. La potenza apparente della successione supera anche i 1000 metri, tuttavia non è facile risalire alla potenza originaria di questi sedimenti, a causa della complessa dinamica deformazionale. Gli affioramenti del Postgotlandiano e delle rocce ad esso correlate sono distribuiti su un ampio raggio che si estende dalla Nurra all'Ogliastra.
Affioramenti di rocce correlate al Postgotlandiano (filladi e metarenarie) sono presenti nella Nurra, nella Sardegna orientale, fra il monte Albo e il basso corso del Cedrino, e, infine, nella Sardegna centrale. Nella Nurra sono dislocati nella parte meridionale del basamento, a sud dell'Argentiera, e, più a nord, in una fascia che si estende tra Palmadula, Canaglia e Pozzo San Nicola. Nella Sardegna orientale sono dislocati nel Nuorese (tra Orune e Lula) e nella bassa Baronia (Galtellì, punta Gurturgius). Più a est, nella Sardegna centrale, sono dislocati affioramenti di queste litologie fra le granodioriti tonalitiche della Serra di Orotelli, presso il corso medio del Tirso.

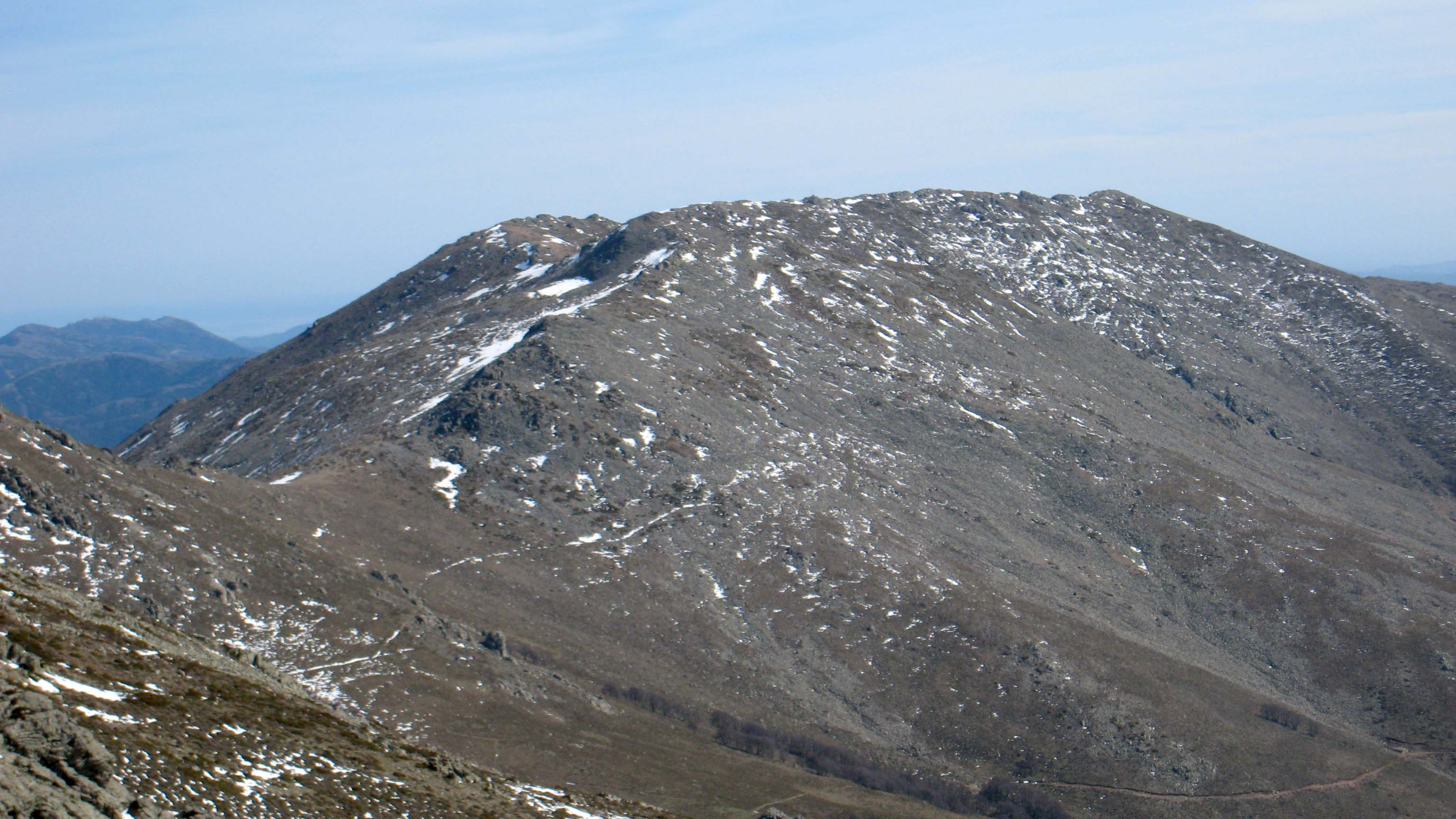
Il blocco di punta La Marmora, la vetta più alta dell'Isola, composto dagli scisti del Postgotlandiano e delle arenarie di san Vito in contatto tettonico.

Il Postgotlandiano propriamente detto affiora nella parte settentrionale della Catena del Goceano (Nughedu San Nicolò) e fra Orani e Oniferi, ma rappresenta la litologia più imponente nelle Barbagie e, sia pure in misura minore, in Ogliastra, dal Supramonte ai territori di Jerzu e Tertenia e dal Mandrolisai alla costa orientale presso Baunei.
Il contatto inferiore si evidenzia per lo più nella sinforme della Barbagia, dove l'unità della Barbagia si sovrappone all'unità di Meana Sardo. Nella Barbagia di Seùlo e nel settore occidentale della Barbagia di Belvì il Postgotlandiano è generalmente in contatto con i sedimenti terrigeni o carbonatici della tragressione caradociana dell'unità di Meana Sardo, mentre nell'Ogliastra è in contatto con la formazione di monte Santa Vittoria. Più a nord, nel settore orientale della Barbagia di Belvì, a sudest delle vette principali del Gennargentu, è in contatto con le arenarie di san Vito, con le quali forma la parte rilevante della sommità del massiccio. Sul versante settentrionale del Gennargentu, i contatti inferiori del Postgotlandiano sono rari e limitati alla dinamica deformazionale nell'ambito delle Falde interne, in corrispondenza delle unità di Riu Correboi e di Funtana Bona. Nel settore settentrionale della catena del Goceano, infine, vi sono contatti inferiori con le Falde esterne sui metasedimenti della trasgressione caradociana a nord (Nughedu San Nicolò) e sulle metavulcaniti della successione vulcano-sedimentaria dell'Ordoviciano medio a sud.
Il contatto superiore è in genere rappresentato dai processi postercinici Carbonifero superiore-Permiano (sedimenti a facies continentale e lave acide dell'attività vulcanica effusiva) oppure dai depositi carbonatici del Mesozoico, ma dal punto di vista cronostratigrafico sono di particolare importanza i contatti superiori con le successioni post-Ordoviciano inferiore dislocate negli affioramenti sul versante nordorientale del Gennargentu.

##### Successioni post-Ordoviciano inferiore del complesso metamorfico di basso grado
Per lungo tempo, quella del Postgotlandiano è stata ritenuta una successione terrigena di età incerta a causa della rarità di fossili-guida. Lo stesso nome indicava una probabile collocazione nel corso della trasgressione marina successiva alla fase sarda ma non correlabile alle successioni terrigene-carbonatiche della trasgressione caradociana delle Falde esterne.
Alcuni affioramenti presenti sul versante orientale del Gennargentu e nella Nurra hanno tuttavia permesso una collocazione del Postgotlandiano in un'epoca precedente la fase sarda, contemporanea a quella che ha visto l'altra imponente formazione terrigena presente in Sardegna, le arenarie di san Vito. Queste litologie indicano l'esistenza, anche nelle Falde interne, di un ciclo geologico analogo a quello rilevato nella zona a Falde esterne, per quanto meno evidente, rappresentato da tre strati, risalenti rispettivamente all'Ordoviciano medio, al Siluriano e al Devoniano. Nel Gennargentu, questi strati sono presenti nelle unità tettoniche di Riu Correboi e di Funtana Bona.
L'Ordoviciano medio è rappresentato da una successione vulcano-sedimentaria correlato alla formazione di monte Santa Vittoria delle falde esterne ed è costituito da metavulcaniti, di composizione variabile dall'acido al basico, e da metaepiclastiti. Nel Gennargentu, l'unico affioramento di queste litologie è compreso tra le filladi del Postgotlandiano di monte Spada e punta de s'Abile a ovest e le successioni terrigene-carbonatiche post-ordoviciane di monte Arbu. Nella Nurra sono invece presenti due affioramenti che si estendono verso nord dalle frazioni di Canaglia e La Pedraia. Il contatto basale di questa successione è rappresentato dalla successione terrigena cambrico-ordoviciana (Postgotlandiano e strati correlati), il contatto superiore è invece rappresentato da litologie del Siluriano differenti nelle due regioni.
Nel Gennargentu, il Siluriano è presente nel versante nordorientale, nel territorio compreso fra la punta de s'Abile e il monte Novo San Giovanni, in due estensioni, rispettivamente intorno all'Arcu Correboi e al monte Novo San Giovanni, a est di Funtana Bona, alternate ad affioramenti del Postgotlandiano e a marmi del Devoniano. La litologia, analoga allo strato basale degli Scisti a Graptoliti delle Falde esterne, è costituita da metasedimenti fini (filladi scure, metasiltiti) intercalati a quarzite nera e, raramente, a livelli di calcare. Il contatto superiore è costituito da metasedimenti carbonatici del Devoniano. Nella Nurra sarebbe rappresentato da una formazione composta dallo smantellamento di rocce intrusive basiche (metagabbri alcalini), estesa da Palmadula alla penisola di Stintino. L'età di questa litologia è tuttavia incerta, in quanto attribuita in pubblicazioni differenti a periodi che si collocano fra l'Ordoviciano superiore e il Carbonifero inferiore. Litologie analoghe affiorano anche nelle Falde esterne (metadoleriti e metagabbri) in strati locali della trasgressione caradociana.
Le successioni post-Ordoviciane del complesso metamorfico di basso grado si chiudono nel Gennargentu con alcuni affioramenti di metasedimenti carbonatici del Devoniano nelle stesse località delle litologie precedenti (Arcu Correboi e Funtana Bona). L'affioramento più consistente, per estensione, è dislocato a sudovest dell'Arcu Correboi, in uno dei rilievi più alti in prossimità di monte Spada (monte Arbu, 1564 m). Si tratta di marmi grigi contenenti alternanze di filladi e, talvolta, inclusioni di fossili (crinoidi, conodonti). Questa litologia presenta analogie con alcuni depositi carbonatici che chiudono la trasgressione caradociana delle falde esterne nel Gerrei e nel Sarcidano. Il contatto superiore è erosivo o, localmente, tettonico, in questo caso rappresentato dal Postgotlandiano o dalla successione terrigena del Siluriano.

##### Complesso metamorfico di medio grado
Il Complesso metamorfico di medio grado è composto dalle rocce metamorfiche in facies anfibolitica dislocate immediatamente a sud della linea Posada-Asinara. Gli affioramenti di queste rocce sono presenti in pochi siti della Sardegna centro-settentrionale:
- nell'Alta Baronia, in una regione compresa fra capo Comino e la foce del Rio Posada e che si inoltra,.all'interno, fino ai territori di Bitti e Onanì;
- nel bacino del lago Coghinas e nel settore orientale dell'Anglona (Viddalba)
- nella penisola di Stintino e in gran parte dell'Asinara, fino a Porto del Bianco e punta della Scomunica.

Secondo l'ipotesi collisionale, questo complesso corrisponde al margine gondwanico del tratto sardo della catena ercinica. Il grado di metamorfismo più elevato, prevalentemente in facies anfibolica, non permette di ricostruire la serie stratigrafica dei protoliti come nei complessi tettonici disposti a sud, perciò la datazione delle rocce, più incerta, si basa su metodologie più complesse. Le litologie presentano localmente differenti mineralizzazioni, attribuibili a differenti condizioni ambientali che hanno prodotto il metamorfismo, ma sono in sostanza si riconducono a due categorie di litotipi associate alla natura dei protoliti.
Nella prima categoria ricorrono paragneiss e micascisti e, talvolta, quarzite. Questi litotipi sono indice del metamorfismo a carico di rocce sedimentarie. L'origine cronologica dei protoliti, incerta, si colloca nel Paleozoico ed è presumibilmente correlata alle successioni sedimentarie pre-erciniche della zona esterna e dell'edificio a falde interessato dal metamorfismo di basso grado. Gli affioramenti sono presenti in tutte le regioni interessate dal complesso metamorfico di medio grado (penisola di Stintino, Asinara, Anglona e territorio limitrofo a est del Coghinas, Baronie).
Nella seconda categoria ricorrono gli ortogneiss, derivati dal metamorfismo di medio grado a carico di rocce intrusive (granito e granodiorite). L'origine dei protoliti risale all'Ordoviciano medio e si colloca perciò nell'ambito del magmatismo intrusivo associato alla fase sarda. Gli affioramenti di queste metamorfiti sono presenti nelle Baronie, nel nucleo di un'antiforme che si estende dalla costa a nord di Siniscola (La Caletta) fino ai territori di Lodè e di Onanì, a nord del monte Albo.

#### Litostratigrafia della zona assiale
La zona assiale, o zona interna, è quella parte del basamento metamorfico posizionata a nord della linea Posada-Asinara e rappresenta l'aspetto più enigmatico della genesi del blocco sardo-corso. Gli affioramenti, per lo più di modesta estensione e in contatto con i granitoidi del magmatismo intrusivo ercinico, sono dispersi in tutto il territorio della Gallura, in un sito dell'Anglona e nell'estremità settentrionale dell'Asinara.
Le litologie sono rappresentate da rocce metamorfiche in facies anfibolitica, con relitti di facies granulitica, o in facies eclogitica e da migmatiti e sono il prodotto delle trasformazioni a carico della parte più profonda dell'orogene, al limite tra il metamorfismo di alto grado e il processo magmatico di tipo anatettico delle zone di subduzione.